# Convocazioni all'European Silver League femminile 2024
Elenco delle giocatrici convocate per l'European Silver League 2024.

## Fær Øer
| N° | Nome                            | Ruolo | Data di nascita   | Squadra       |
| -- | ------------------------------- | ----- | ----------------- | ------------- |
| -  | Cristian Imhoff                 | All   | 14 gennaio 1986   | CSM Constanța |
| 1  | Johanna Christiansdóttir        | S     | 19 agosto 2003    | TB Tvøroyri   |
| 3  | Janna Falkvard                  | P     | 23 febbraio 2002  | Ikast         |
| 4  | Anja Sonnedóttir Danielsen      | S     | 20 settembre 1992 | Fleyr         |
| 5  | Kristina Østerø Knudsen         | L     | 28 marzo 1998     | Fleyr         |
| 6  | Henrikka Jacobsen               | S     | 20 gennaio 2002   | Dráttur       |
| 8  | Milja Silvansdóttir             | O     | 24 marzo 2004     | KÍF           |
| 9  | Sirið Samson                    | C     | 15 giugno 1997    | Mjølnir       |
| 10 | Sesilia Prior                   | C     | 22 ottobre 2000   | KÍF           |
| 11 | Jakobina Joensen                | L     | 8 giugno 2002     | Ikast         |
| 12 | Anna Arnholdsdóttir             | C     | 26 giugno 2003    | Mjølnir       |
| 13 | Rebekka Osberg Højsted          | P     | 12 dicembre 2003  | Mjølnir       |
| 14 | Ingibjørg Sigridardóttir Muller | O     | 6 febbraio 2003   | Ikast         |
| 15 | Elsa Samulesen                  | O     | 15 aprile 2000    | Førde         |
| 16 | Nicola Toftegaard               | S     | 8 marzo 2006      | Mjølnir       |

## Finlandia
| N° | Nome                   | Ruolo | Data di nascita   | Squadra            |
| -- | ---------------------- | ----- | ----------------- | ------------------ |
| -  | Nikolas Buser          | All   | 9 ottobre 1984    | -                  |
| 3  | Netta Rekola           | C     | 21 dicembre 2000  | Kangasala          |
| 7  | Emmi Jalonen           | P     | 9 luglio 1999     | Kangasala          |
| 8  | Kaisa Alanko           | P     | 3 gennaio 1993    | Levallois Paris    |
| 9  | Ada Aronen             | S     | 7 gennaio 2003    | Oriveden Ponnistus |
| 10 | Laura Penttilä         | L     | 21 febbraio 2002  | Kangasala          |
| 13 | Emilia Kääntä          | S     | 21 agosto 1999    | Puijo              |
| 15 | Daniela Öhman          | C     | 16 marzo 1997     | Vandœuvre Nancy    |
| 16 | Netta Laaksonen        | L     | 2 marzo 2001      | Viesti Salo        |
| 17 | Saana Lindgren         | O     | 29 gennaio 2000   | Terville Florange  |
| 18 | Taija Tikka            | C     | 27 luglio 1998    | Puijo              |
| 20 | Rosa Bjärregård-Madsen | O     | 27 maggio 1999    | Brno               |
| 21 | Bettina Yli-Sissala    | C     | 15 settembre 2000 | Kuusamon           |
| 23 | Viivi Pyhäjärvi        | S     | 1º marzo 1999     | Kangasala          |
| 24 | Neea-Maria Joki        | S     | 14 agosto 2004    | Kangasala          |
| 26 | Heini Ahtola           | S     | 23 marzo 2004     | Kangasala          |

## Georgia
| N° | Nome                   | Ruolo | Data di nascita   | Squadra                    |
| -- | ---------------------- | ----- | ----------------- | -------------------------- |
| -  | Yurii Melnychuk        | All   | 10 aprile 1967    | -                          |
| 1  | Mariam Gaprindashvili  | C     | 26 aprile 1998    | Azərreyl                   |
| 6  | Elene Tchumburidze     | P     | 22 maggio 2005    | Terville Florange          |
| 7  | Gvantsa Ulumbelashvili | S     | 12 novembre 1999  | Kaunas                     |
| 8  | Mariam Beriashvili     | C     | 31 dicembre 2001  | Milli Aviasiya Akademiyası |
| 9  | Ketevan Bluashvili     | P     | 11 settembre 1999 | -                          |
| 10 | Irina Chelidze         | O     | 17 gennaio 1994   | -                          |
| 12 | Magda Kobaidze         | S     | 14 agosto 2008    | Balatonfüred               |
| 13 | Marta Lortkipanidze    | L     | 13 gennaio 2008   | -                          |
| 14 | Tinatin Zhgenti        | S     | 25 giugno 2002    | Freisen                    |
| 15 | Mariam Mushkudiani     | O     | 29 agosto 2007    | Mulhouse                   |
| 17 | Melania Katsitadze     | S     | 18 gennaio 2007   | -                          |
| 18 | Lizzy Lobzhanidze      | C     | 18 maggio 2000    | FTSV Straubing             |
| 27 | Ana Kalandadze         | S     | 10 dicembre 1998  | Developres Rzeszów         |
| 99 | Ana Diasamidze         | P     | 16 luglio 2000    | -                          |

## Islanda
| N° | Nome                    | Ruolo | Data di nascita   | Squadra             |
| -- | ----------------------- | ----- | ----------------- | ------------------- |
| -  | Massimo Pistoia         | All   | 12 gennaio 1987   | HK Kópavogur        |
| 2  | Elísabet Einarsdóttir   | S     | 19 settembre 1998 | Gentofte            |
| 3  | Matthildur Einarsdóttir | P     | 6 luglio 2001     | Diósgyőr            |
| 4  | Heba Stefánsdóttir      | O     | 12 maggio 2004    | HK Kópavogur        |
| 6  | Helena Einarsdóttir     | O     | 10 marzo 2006     | Diósgyőr            |
| 7  | Jóna Arnarsdóttir       | P     | 19 settembre 2003 | Sant Joan d'Alacant |
| 8  | Valdís Einarsdóttir     | C     | 9 luglio 2003     | Afturelding         |
| 10 | Sara Stefánsdóttir      | C     | 1º ottobre 2002   | Holte               |
| 11 | Arna Heimisdóttir       | C     | 14 gennaio 2002   | HK Kópavogur        |
| 12 | Líney Gudmundsdóttir    | S     | 13 agosto 2002    | HK Kópavogur        |
| 14 | Sóldís Blöndal          | S     | 2 aprile 2004     | HK Kópavogur        |
| 15 | Thelma Gretarsdóttir    | O     | 1º ottobre 1997   | Afturelding         |
| 16 | Tinna Þórarinsdóttir    | S     | 5 giugno 2000     | Afturelding         |
| 17 | Rut Ragnarsdóttir       | L     | 6 luglio 2003     | Afturelding         |
| 19 | Þórdís Guðmundsdóttir   | S     | 19 agosto 1995    | HK Kópavogur        |

## Lettonia
| N° | Nome              | Ruolo | Data di nascita  | Squadra               |
| -- | ----------------- | ----- | ---------------- | --------------------- |
| -  | Daniele Capriotti | All   | 26 giugno 1972   | -                     |
| 1  | Elīna Zvaigzne    | L     | 16 luglio 2000   | Rīgas Volejbola skola |
| 2  | Lāsma Ozola       | C     | 22 luglio 2001   | Rīgas Volejbola skola |
| 3  | Katrīna Struka    | S     | 18 aprile 2007   | RSU                   |
| 4  | Marta Levinska    | O     | 6 settembre 2001 | PTT                   |
| 5  | Megija Dambrehte  | O     | 22 novembre 2002 | Puijo                 |
| 6  | Linda Šteinberga  | L     | 26 novembre 1999 | RSU                   |
| 8  | Elvita Dolotova   | P     | 27 aprile 1997   | RSU                   |
| 11 | Paula Nečiporuka  | S     | 10 febbraio 1998 | Belfort               |
| 12 | Anna Rīta         | C     | 15 ottobre 2004  | Austin Peay State     |
| 13 | Līva Sola         | C     | 12 dicembre 1990 | Jelgava               |
| 15 | Anna Cepurīte     | S     | 26 aprile 2005   | Rīgas Volejbola skola |
| 16 | Anija Jurdža      | S     | 6 dicembre 1999  | Soverato              |
| 17 | Junora Vagele     | C     | 22 gennaio 2004  | Universitatea Cluj    |
| 18 | Elza Reknere      | P     | 6 aprile 2002    | Rīgas Volejbola skola |
| 20 | Karmena Struka    | C     | 18 aprile 2007   | RSU                   |
| 21 | Agija Ankevica    | S     | 2 agosto 2001    | RSU                   |
| 22 | Sindija Bože      | L     | 4 novembre 1998  | Rīgas Volejbola skola |

## Lussemburgo
| N° | Nome                      | Ruolo | Data di nascita   | Squadra           |
| -- | ------------------------- | ----- | ----------------- | ----------------- |
| -  | Fabio Aiuto               | All   | 14 novembre 1973  | GYM               |
| 1  | Marlène da Costa          | L     | 13 giugno 1999    | Mamer             |
| 2  | Carla Mulli               | S     | 13 agosto 2000    | Utrecht           |
| 3  | Tamie Boudot              | P     | 2 agosto 2006     | Bartréng          |
| 5  | Nissi Bokungu             | C     | 14 luglio 2005    | CHEV              |
| 7  | Julie Teso                | P     | 5 maggio 1998     | Stralsund         |
| 10 | Marie Richartz            | S     | 1º aprile 2006    | GYM               |
| 11 | Yana Feller               | S     | 9 ottobre 2001    | Planegg-Krailling |
| 16 | Marie Schaack             | O     | 25 luglio 2006    | RSR Walfer        |
| 18 | Emma Van Elslande         | S     | 19 gennaio 2004   | Coastal Carolina  |
| 19 | Martina Fraschetti        | C     | 28 luglio 2003    | RSR Walfer        |
| 20 | Lilly Tarantini           | S     | 14 settembre 2006 | Mamer             |
| 21 | Diana Snopok              | C     | 6 marzo 2006      | 80 Pétange        |
| 23 | Anna Karzel               | S     | 27 novembre 2007  | Strassen          |
| 26 | Elina Wolf                | O     | 28 gennaio 2009   | Escher            |
| 27 | Adriana Lepicka           | S     | 1º gennaio 2006   | -                 |
| 28 | Leyli Kafaï El Khorassani | C     | 18 agosto 2008    | -                 |
| 29 | Vanessa Koos              | C     | 19 novembre 1991  | Mamer             |

## Montenegro
| N° | Nome              | Ruolo | Data di nascita  | Squadra                |
| -- | ----------------- | ----- | ---------------- | ---------------------- |
| -  | Milorad Krunić    | All   | 9 marzo 1981     | Herceg Novi            |
| 1  | Saška Đurović     | C     | 4 settembre 2001 | Stella Rossa           |
| 2  | Ksenija Krunić    | L     | 15 agosto 2005   | Akademija              |
| 4  | Melisa Cenović    | L     | 24 agosto 1998   | Herceg Novi            |
| 5  | Marija Šušić      | P     | 22 marzo 2002    | Luka Bar               |
| 7  | Lara Jovović      | S     | 14 febbraio 2006 | Herceg Novi            |
| 8  | Gordana Madžgalj  | S     | 29 luglio 2005   | Jedinstvo Bijelo Polje |
| 11 | Danijela Džaković | S     | 4 maggio 1994    | Helvia Recina          |
| 12 | Simona Petranović | S     | 11 novembre 2003 | Ub                     |
| 14 | Kristina Božović  | O     | 15 marzo 2005    | Luka Bar               |
| 15 | Nevena Vukčević   | S     | 11 marzo 2003    | Lugoj                  |
| 16 | Lana Rakočević    | C     | 16 novembre 2007 | Budućnost Podgorica    |
| 17 | Darja Popović     | S     | 29 giugno 2007   | Budućnost Podgorica    |
| 19 | Viktoria Đukić    | P     | 8 dicembre 2005  | Budućnost Podgorica    |
| 21 | Teodora Rakočević | C     | 9 ottobre 1999   | Banjaluka              |
| 22 | Mina Dragović     | C     | 15 febbraio 2000 | Jedinstvo Stara Pazova |

## Portogallo
| N° | Nome              | Ruolo | Data di nascita   | Squadra          |
| -- | ----------------- | ----- | ----------------- | ---------------- |
| -  | Hugo Silva        | All   | 19 settembre 1973 | -                |
| 1  | Amanda Cavalcanti | C     | 20 gennaio 2002   | Sporting Lisbona |
| 2  | Raquel Silva      | L     | 2 maggio 2001     | Vitória          |
| 3  | Marisa Pardal     | O     | 23 aprile 2003    | Benfica          |
| 4  | Matilde Rodrigues | L     | 11 febbraio 2000  | Porto 2014       |
| 5  | Mariana Garcez    | P     | 24 ottobre 2005   | Benfica          |
| 6  | Joana Garcez      | C     | 24 ottobre 2005   | Benfica          |
| 7  | Ana Monteiro      | S     | 19 aprile 2005    | Porto            |
| 9  | Alice Clemente    | S     | 6 gennaio 2003    | Benfica          |
| 10 | Katia de Oliveira | C     | 20 agosto 1986    | Kairós           |
| 12 | Ana do Carmo      | P     | 7 settembre 1997  | Leixões          |
| 13 | Margarida Maia    | S     | 16 maggio 1995    | Vitória          |
| 14 | Maria Lopes       | O     | 3 aprile 2002     | Porto            |
| 15 | Júlia Kavalenka   | O     | 2 marzo 1999      | Talmassons       |
| 16 | Raissa Cassamá    | C     | 29 dicembre 2002  | Vitória          |

## Ungheria
| N° | Nome                 | Ruolo | Data di nascita   | Squadra     |
| -- | -------------------- | ----- | ----------------- | ----------- |
| -  | Alessandro Chiappini | All   | 31 gennaio 1969   | ŁKS         |
| 2  | Fruzsina Tóth        | L     | 30 dicembre 1999  | Nyíregyháza |
| 4  | Cecília Jámbor       | S     | 14 aprile 2006    | Vasas       |
| 5  | Alíz Kump            | C     | 11 novembre 2003  | Békéscsabai |
| 6  | Zóra Glemboczki      | S     | 23 luglio 2000    | Békéscsabai |
| 8  | Sára Tóth            | P     | 4 agosto 2006     | Vasas       |
| 9  | Melani Ambrosio      | C     | 1º gennaio 2000   | Újpest      |
| 10 | Luca Radnai          | C     | 1º marzo 2005     | Kaposvári   |
| 12 | Réka Szedmák         | S     | 8 settembre 2001  | Kaposvári   |
| 13 | Anett Németh         | O     | 13 dicembre 1999  | Pinerolo    |
| 14 | Gréta Kiss           | S     | 6 maggio 1998     | Potsdam     |
| 16 | Brigitta Petrenkó    | P     | 15 maggio 2000    | Louisville  |
| 17 | Mirtill Erőss        | O     | 30 aprile 2006    | Vasas       |
| 20 | Petra Kertész        | L     | 6 agosto 2002     | Békéscsabai |
| 23 | Alexandra Lászlop    | C     | 19 settembre 1994 | Nyíregyháza |